# Кушића хан
Кушића хан се налази у Ивањици, смештен је у оквиру просторно културно-историјске целине од великог значаја Стара чаршија. Представља непокретно културно добро као споменик културе од великог значаја.
Зграда хана је један од најстаријих споменика народног неимарства у Моравичком крају. Некада је служио као коначиште кириџијама који су долазили са Златибора и из Санџака. Сада је смештен у самом центру варошице поред споменика Дражи Михаиловићу. У Кушића хану са данас налази „Чичин дом” који прераста у Равногорску библиотеку и музеј Равногорског покрета.